# Zagros
Zagros (en persa: رشته كوه زاگرس, Reshiteh-e Kuh-e Zagres, en kurdo: Çîyayên Zagrosê) constituye la cadena montañosa más larga de Irak y de Irán. Se extiende a lo largo de 1500 kilómetros desde el Kurdistán iraquí en el noroeste de Irán hasta el estrecho de Ormuz en el golfo Pérsico. Es paralela a la frontera occidental de Irán y se prolonga por todo lo largo del oeste y suroeste de la meseta iraní. El macizo de Hazaran en la provincia de Kerman iraní es la parte más oriental de la cordillera, la cadena Jebal Barez se extiende hasta Sistán. Los puntos más altos de los montes Zagros son Zard Kuh-bajtiarí y Dena.

## Geología
Los Zagros son de orogénesis alpina y se dividen en subcadenas paralelas. Su mayor altura es el Monte Dena, de 4409 metros. Las estribaciones de la provincia de Fars, al sur, presentan altitudes más bajas, de hasta 4000 metros. 
El cinturón de pliegue y corrimiento de Zagros se formó por la colisión de dos placas tectónicas: la placa euroasiática y la arábiga. Recientes medidas de GPS en Irán muestran que esta colisión está todavía en activo y la deformación no se distribuye de manera uniforme en el país, principalmente en las cadenas montañosas más importantes como Elburz y Zagros. Una red de GPS relativamente densa, que cubre la parte iraní de los Zagros, también revela una alta tasa de deformación dentro de estos. Los resultados muestran que la tasa actual de acortamiento en el sudeste de Zagros es de aproximadamente 10 mm/a, descendiendo a cerca de 5 mm/a en el noroeste de Zagros. La falla de Kazerun divide de norte a sur los Zagros en dos zonas distintas de deformación. Los resultados muestran asimismo diferentes direcciones de acortamiento a lo largo de la cordillera, es decir, acortamiento normal en el sureste y oblicuo en el noroeste.
La cubierta sedimentaria del sureste de los Zagros está formada sobre una capa de roca de sal (que actúa como un dúctil desprendimiento subcutáneo basal de baja fricción), mientras que en el noroeste la capa de sal no existe o es muy fina. Esta fricción basal diferente es responsable en parte de las distintas topografías en ambos lados de la falla de Kazerun. Se observa una zona topografía elevada y estrecha de deformación en el noroeste, mientras que en el sureste la deformación se extendió formándose una deformación más amplia con una topografía más baja. Las tensiones inducidas en la corteza terrestre por la colisión causaron un pliego extenso de las capas de rocas sedimentarias preexistentes. La erosión subsiguiente eliminó las rocas más blandas, como lutita (roca formado por el lodo consolidado) y limolita (similar a la lutita pero con un grano un poco más basto), dejando rocas más duras, como la roca caliza (rica en calcio, formada por los restos de organismos marinos) y dolomita (rocas similares a la piedra caliza que contienen calcio y magnesio). Esta erosión diferencial formó los bordes lineales de la cordillera de Zagros.

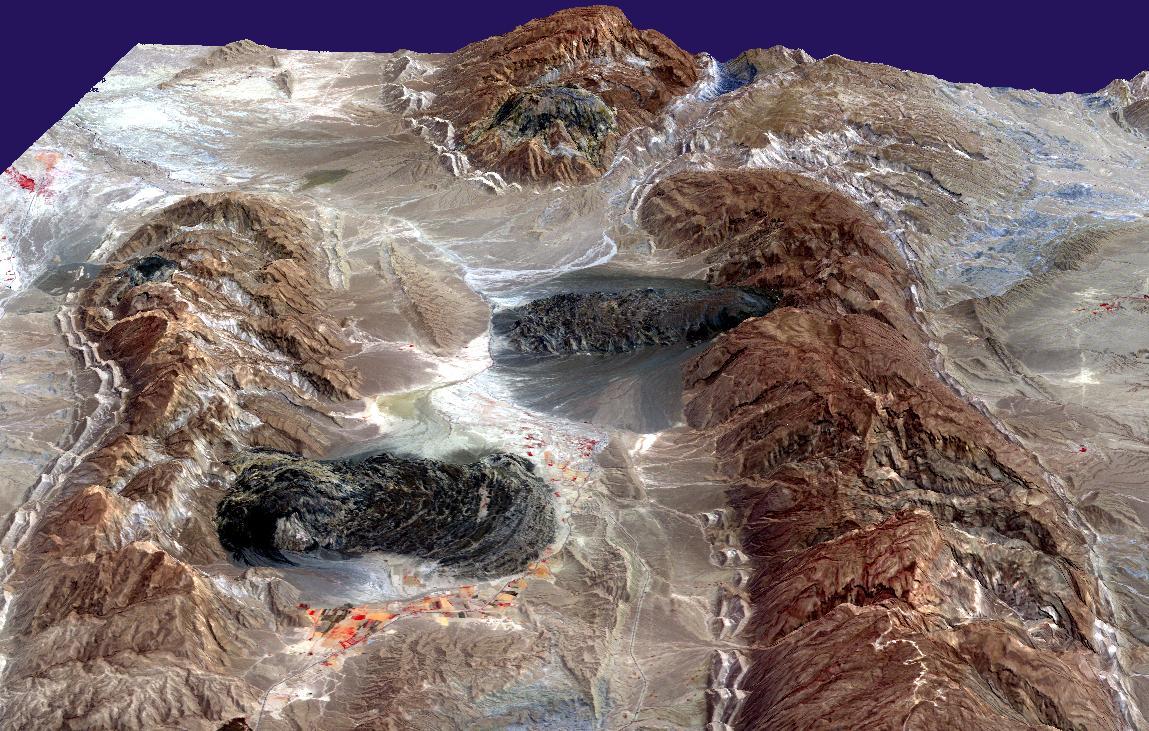
Domos salinos (colinas) y glaciares salinos (zonas oscuras) en los Montes Zagros al sur de Irán.

Los domos de sal y glaciares salinos son una característica común de la cordillera de Zagros. Los domos de sal son un estadio de los diapiros salinos. Los diapiros son una estructura importante para la exploración de petróleo, ya que la sal impermeable atrapa con frecuencia el petróleo debajo de las capas de rocas.
El ambiente de depósito y la historia tectónica de las rocas son propicias para la formación y la captura de petróleo, y la región de Zagros es una parte importante de la producción de petróleo del golfo Pérsico.

## Historia

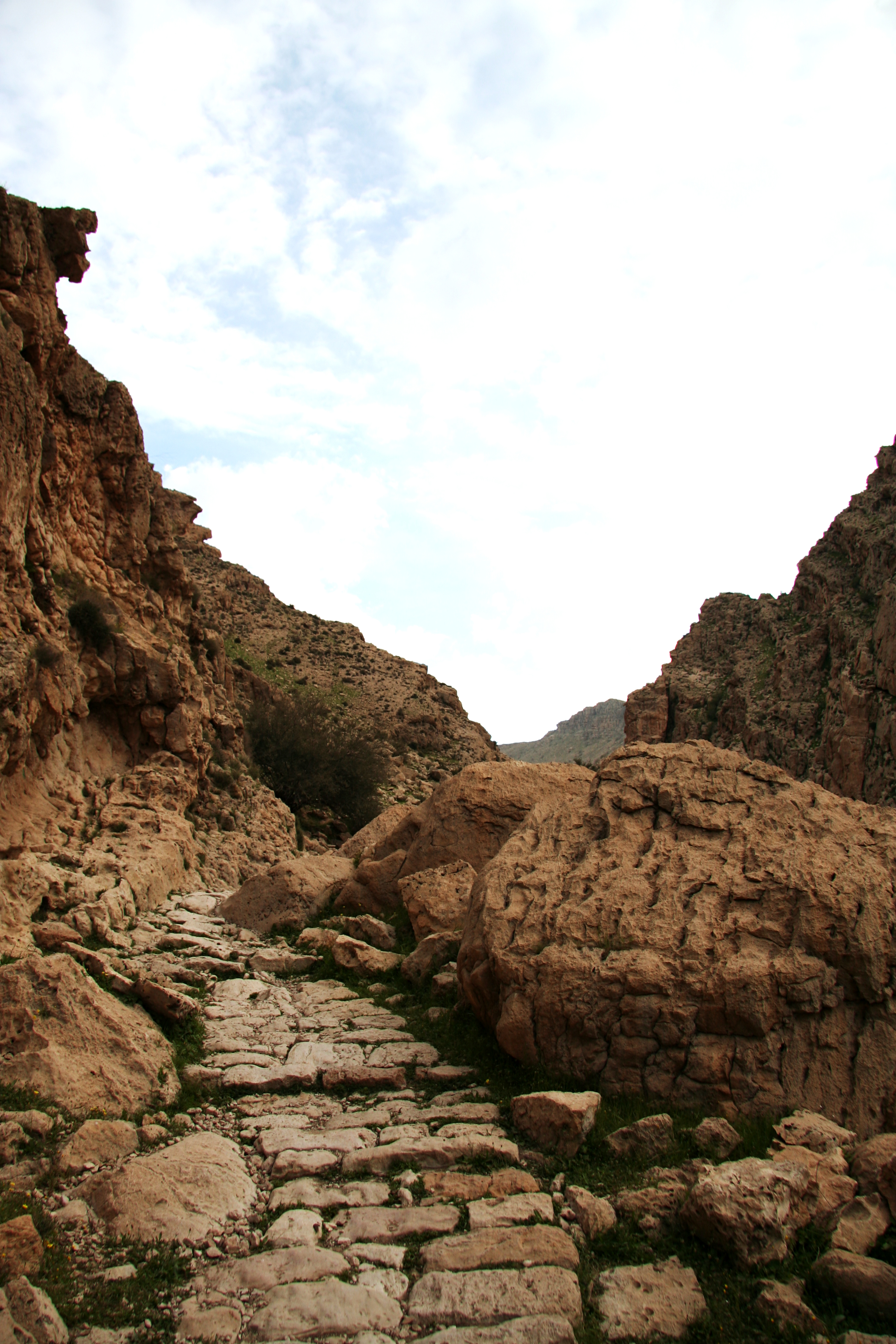
Antiguo camino empedrado en Zagros, Behbahan.

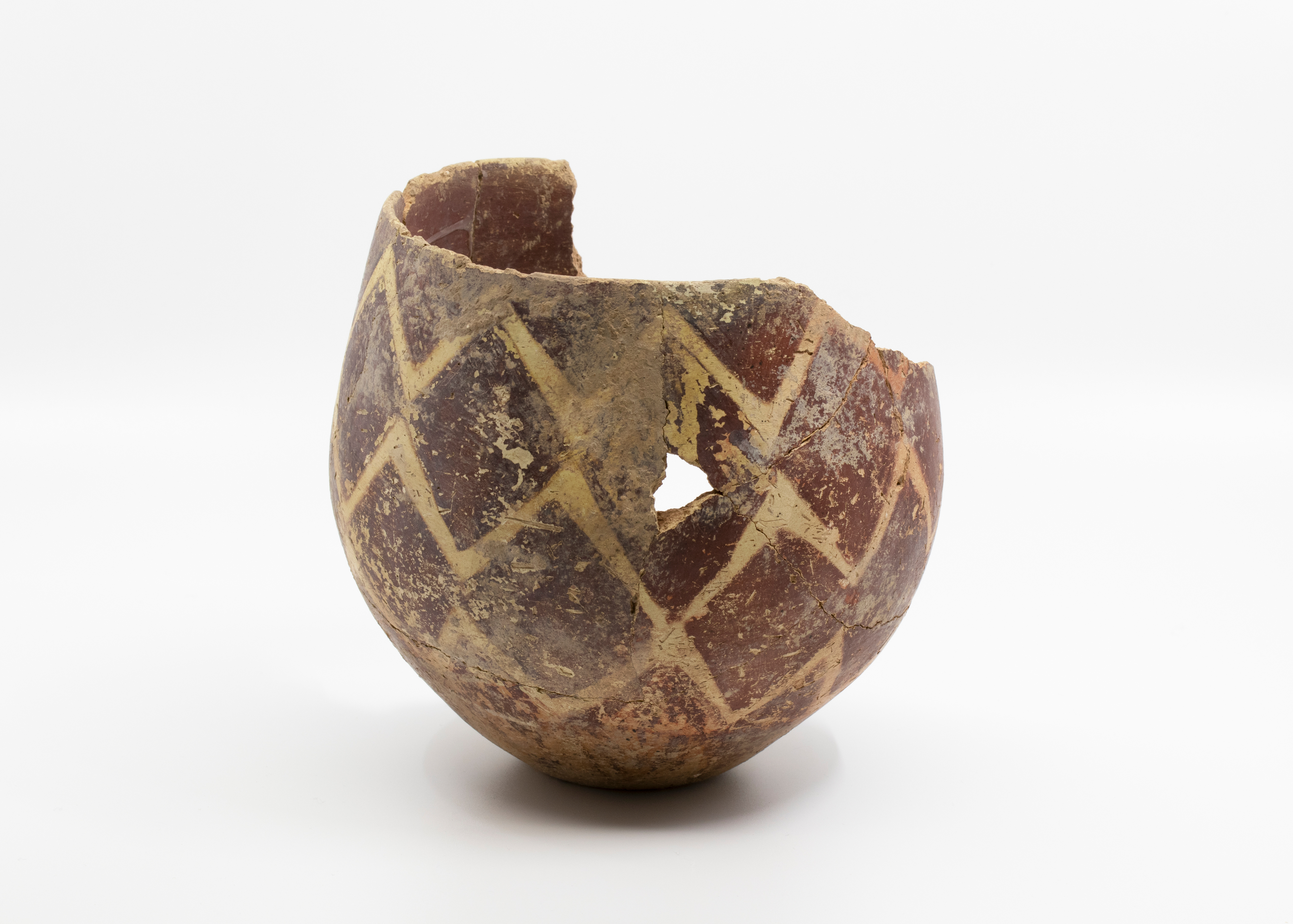
Vasija de cerámica excavada en Zagros, de la cultura Dalma.

Los montes Zagros tienen una importante historia antigua. Fueron ocupados por los primeros humanos desde el Paleolítico Inferior. Los primeros fósiles humanos descubiertos en Zagros pertenecen a neandertales y proceden de las cuevas de Shanidar, Bisitun y Wezmeh. En la cueva de Shanidar se han encontrado los restos de diez neandertales, que datan de hace unos 65 000-35 000 años. La cueva también contiene dos cementerios "proto-Neolítico" posteriores, uno de los cuales data de hace unos 10 600 años y contiene restos de 35 individuos. Las pruebas de ocupaciones posteriores del Paleolítico Superior y el Epipaleolítico proceden de la cueva de Yafteh, la cueva de Kaldar cerca de Khoramabad, y Warwasi, Malaverd cerca de Kermanshah, la cueva de Kenacheh en Kurdistán, la cueva de Boof en Fars y otras cuevas y abrigos rocosos. Los primeros indicios de agricultura se remontan al año 9000 a. C. en las estribaciones de las montañas. Algunos asentamientos se convirtieron más tarde en ciudades, denominadas con el tiempo Anshan y Susa; Jarmo es un yacimiento arqueológico de esta zona. Algunas de las primeras evidencias de la producción de vino se han descubierto en las montañas; tanto los asentamientos de Hajji Firuz Tepe como Godin Tepe han dado pruebas de almacenamiento de vino que datan de entre 3500 y 5400 a. C.
Durante los primeros tiempos de la Antigüedad, las Zagros fueron el hogar de pueblos como los más tardíos, los casitas, los Guti, los elamitas y los mitanni, que invadían periódicamente las ciudades de Sumeriaia y/o Akkadia de Mesopotamia. Las montañas crean una barrera geográfica entre la llanura de Mesopotamia, que se encuentra en Irak, y la meseta iraní. En Tell Shemshara, junto al Pequeño Zab, se ha encontrado un pequeño archivo de tablillas de arcilla que detallan las complejas interacciones de estos grupos a principios del segundo milenio a. C. Tell Bazmusian, cerca de Shemshara, estuvo ocupada entre el 5000 a. C. y el 800 d. C., aunque no de forma continuada.
Las laderas occidentales de Zagros fueron escenario de uno de los más antiguos ejemplos de desarrollo agrario: la cultura de Jarmo (este de Kirkuk, Irak). Las cabras se domesticaron por primera vez en el Oriente Próximo procedentes de la Capra aegagrus, conocida en Persia como padang. Es muy probable que la domesticación fuera posible en áreas cercanas a los montes Zagros. Se sabe este detalle por las excavaciones realizadas en el área y por la abundancia relativa de huesos que se determina fue en periodos cercanos al Neolítico.

### Tipo y edad de la roca

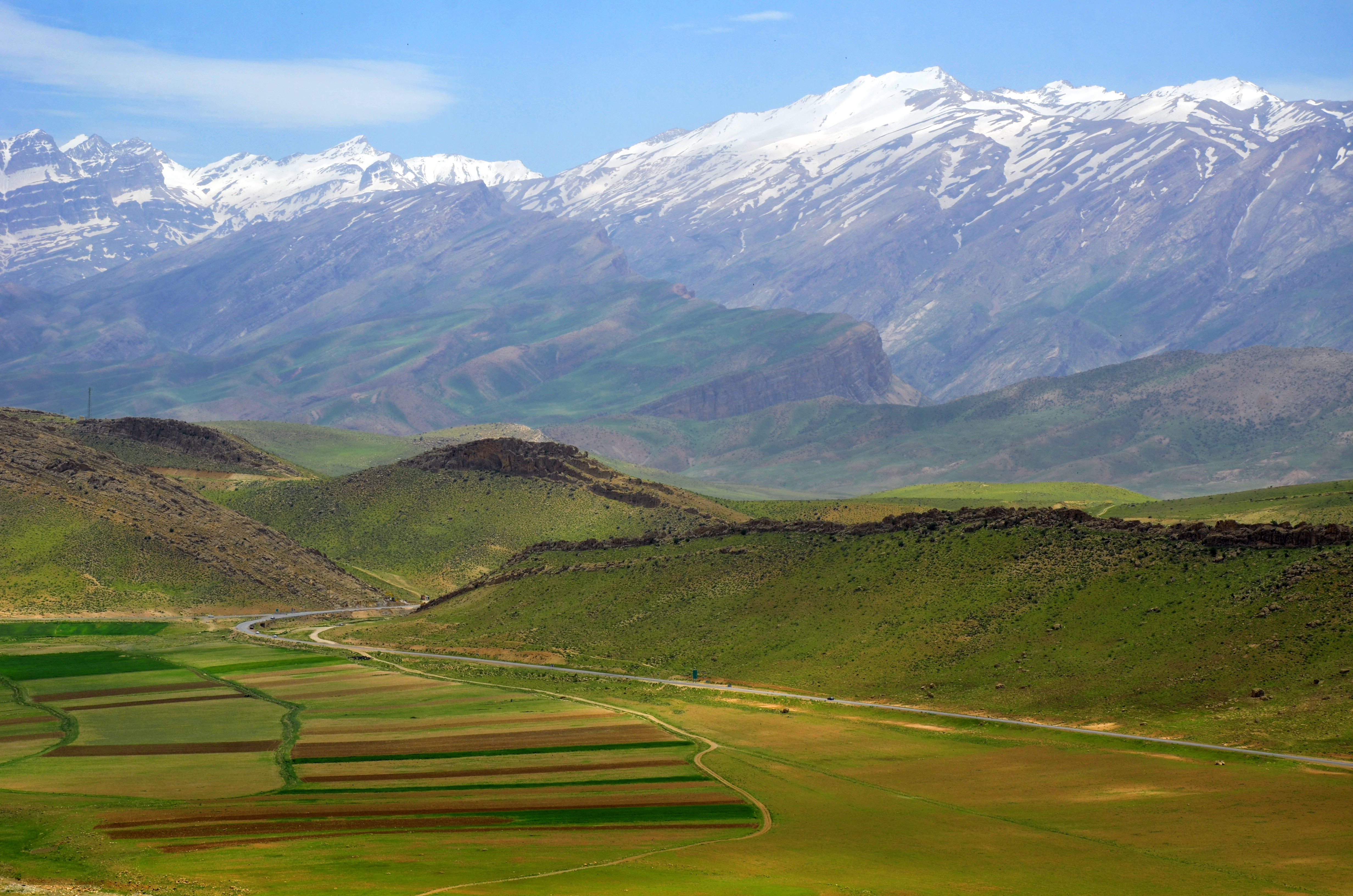
Glaciares en Dena

Las montañas son completamente de origen sedimentario y están formadas principalmente por caliza. En los Zagros elevados o Zagros superiores, las rocas paleozoicas se encuentran principalmente en las secciones superiores y más altas de los picos de los Montes Zagros, a lo largo de la falla principal de los Zagros. A ambos lados de esta falla, hay rocas mesozoicas, una combinación de rocas triásicas (252-201 mya) y jurásicas (201-145 mya) que están rodeadas por rocas cretácicas a ambos lados. El Zagros Plegado (las montañas al sur del Zagros Elevado y casi paralelas a la falla principal de Zagros) está formado principalmente por rocas terciarias, con las rocas paleógenas (66-23 mya) al sur de las rocas cretácicas y luego las rocas Neógenas (23-2,6 mya) al sur de las rocas paleógenas. Las montañas están divididas en muchas subcordilleras paralelas (de hasta 10 o 250 km de ancho, 6.2 o 155.3 millas), y orogénicamente tienen la misma edad que los Alpes. 

## Picos más altos
Los picos que tienen al menos 3800 metros de altura y una prominencia topográfica de al menos 300 metros:
|    | Nombre           | Sub-rango   | Altura (m) | Prominencia (m) |
| -- | ---------------- | ----------- | ---------- | --------------- |
| 1  | Qash-Mastan      | Dena        | 4409       | 2604            |
| 2  | Kale Qodveis     | Dena        | 4341       | 424             |
| 3  | Pazane Pir       | Dena        | 4250       | 1080            |
| 4  | Kuh-e Dama       | Dena        | 4216       | 504             |
| 5  | Kolonchin        | Zard Kuh    | 4221       | 2095            |
| 6  | Chegaleh         | Zard Kuh    | 4134       | 594             |
| 7  | Haft Tanan       | Zard Kuh    | 4104       | 653             |
| 8  | San-Borān        | Oshtorankuh | 4150       | 1928            |
| 9  | Qalikuh          |             | 4078       | 1420            |
| 10 | Shahankuh        |             | 4038       | 1427            |
| 11 | Qanbarkosh       |             | 3982       | 316             |
| 12 | Haft Cheshmeh    |             | 3975       | 1545            |
| 13 | Cheshmeh Kuhrang |             | 3969       | 360             |
| 14 | Karpush          |             | 3961       | 915             |
| 15 | Bel              |             | 3943       | 1563            |
| 16 | Khurbeh          |             | 3902       | 915             |
| 17 | Darab Shah       |             | 3900       | 1495            |
| 18 | Piaro Kamandan   |             | 3891       | 370             |
| 19 | Hezar Darreh     |             | 3890       | 1628            |
| 20 | Kuh-e Hashtad    |             | 3869       | 1248            |
| 21 | Chahardah Pahlu  |             | 3845       | 949             |
| 22 | Dome Qalikuh     |             | 3839       | 602             |
| 23 | Kule Jonou       |             | 3823       | 422             |

## Flora y fauna
Aunque actualmente se encuentran degradada por el sobrepastoreo y la deforestación, la región de Zagros es el hogar de una rica y compleja flora. Los restos de los bosques de robles originalmente dominaban las laderas montañosas y todavía se pueden encontrar, al igual que las estepas de pistacho y almendra. Los ancestros de muchos alimentos conocidos, como el trigo, la cebada, las lentejas, las almendras, la nuez, el pistacho, el albaricoque, la ciruela, la granada y la uva, se encuentran en estado salvaje a lo largo de las montañas. El roble persa (Quercus brantii) (que cubre más del 50 % de la superficie forestal de la cordillera) es la especie de árbol más importante de los montes Zagros de Irán.
La cordillera de Zagros es el hábitat de muchos organismos amenazados o en peligro, como el hámster de los Zagros (Calomyscus bailwardi), el carricero de Basora (Acrocephalus griseldis) y la hiena rayada (Hyaena hyaena). El gamo persa (Dama mesopotamica), un antiguo animal doméstico que una vez se pensó estaba extinto, fue redescubierto en el siglo XX en la provincia de Juzestán al sur de Zagros.

## Población
Los montes Zagros están habitados desde hace miles de años por diferentes grupos de pastores y agricultores. Grupos de pastores como bakhtiaris, kurdos o qashqais trasladan sus rebaños desde las laderas orientales en verano (Yeylāgh) a las laderas occidentales en invierno (Gheshlāgh). Algunas ciudades importantes están situadas en las estribaciones de los montes Zagros, como Sulaymaniyah, Kermanshah, Khorramabad y Shiraz.

### Bakhtiaris
Los bakhtiaris son una tribu lur de Irán, que habita principalmente en los Zagros Central y Meridional. Entre las principales ciudades habitadas por esta tribu se encuentran Masjed Soleyman, Izeh y Shahr-e Kord. Un número significativo de bakhtiaríes sigue practicando el pastoreo nómada.

### Kurdos

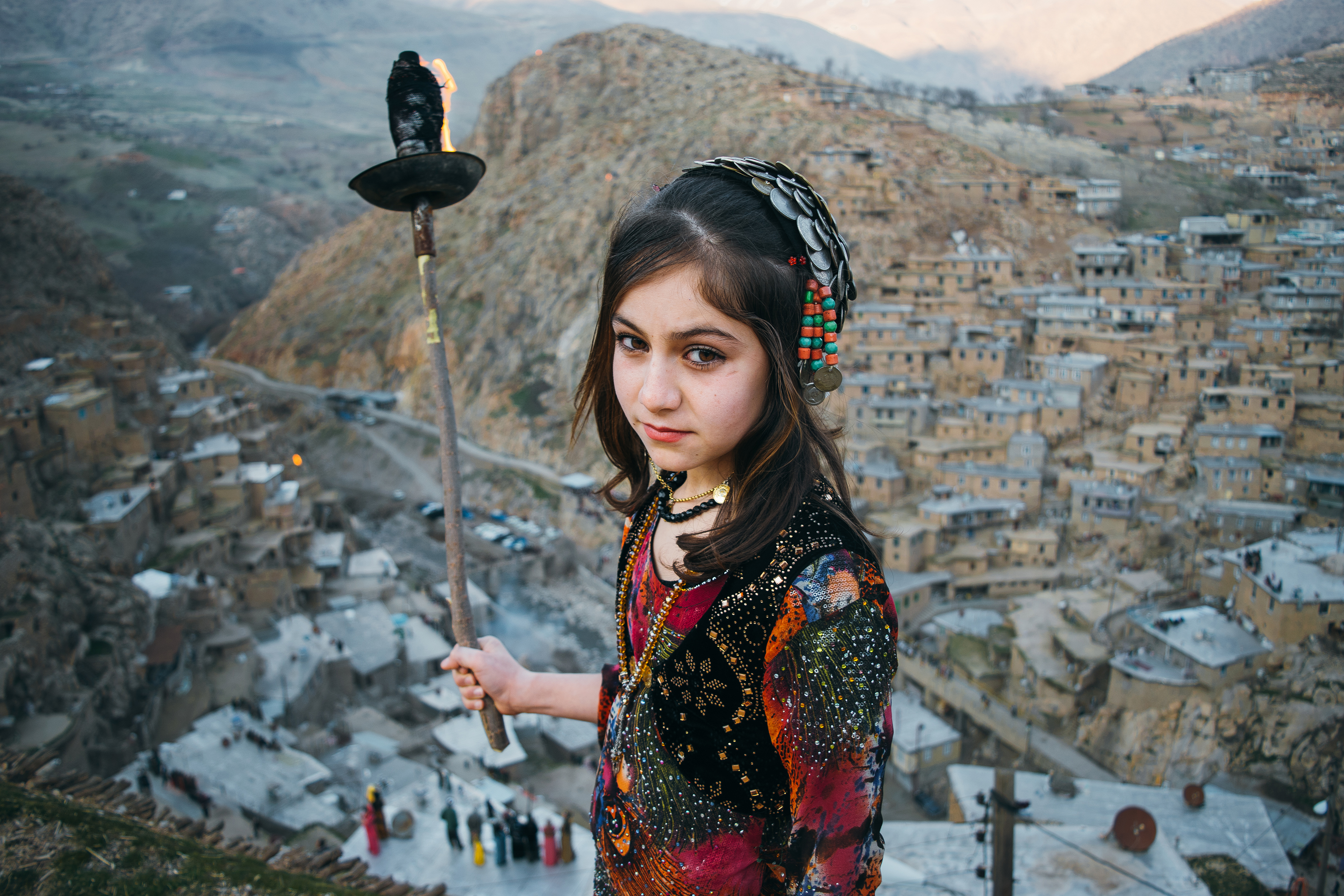
Niña kurda en la aldea de Palangan, en la región oriental de Zagros celebrando Newroz

Los kurdos son aborígenes del noroeste y el este de los Sierra del Tauros, que se extiende por el sureste de Turquía, el noroeste de Irán, el norte de Irak y el norte de Siria. La gran altitud de los montes Zagros produce una serie de estrangulamientos y valles perfectos para la agricultura y el desarrollo humano. También ha defendido durante mucho tiempo a los kurdos en tiempos de guerra actuando como barrera natural.

### Qashqai
Los qashqai son una confederación tribal de Irán, en su mayoría de origen turco. Se pueden encontrar poblaciones significativas en el centro y sur de Zagros, especialmente alrededor de la ciudad de Shiraz en la provincia de Fars.

## Religión
Se creía que la entrada al antiguo inframundo mesopotámico estaba situada en los montes Zagros, en el extremo oriental. Una escalera conducía a las puertas del inframundo. El inframundo propiamente dicho suele estar situado a mayor profundidad que el Abzu, la masa de agua dulce que los antiguos mesopotámicos creían que se encontraba en las profundidades de la tierra.